# إسكتلندا في العصور الوسطى العليا

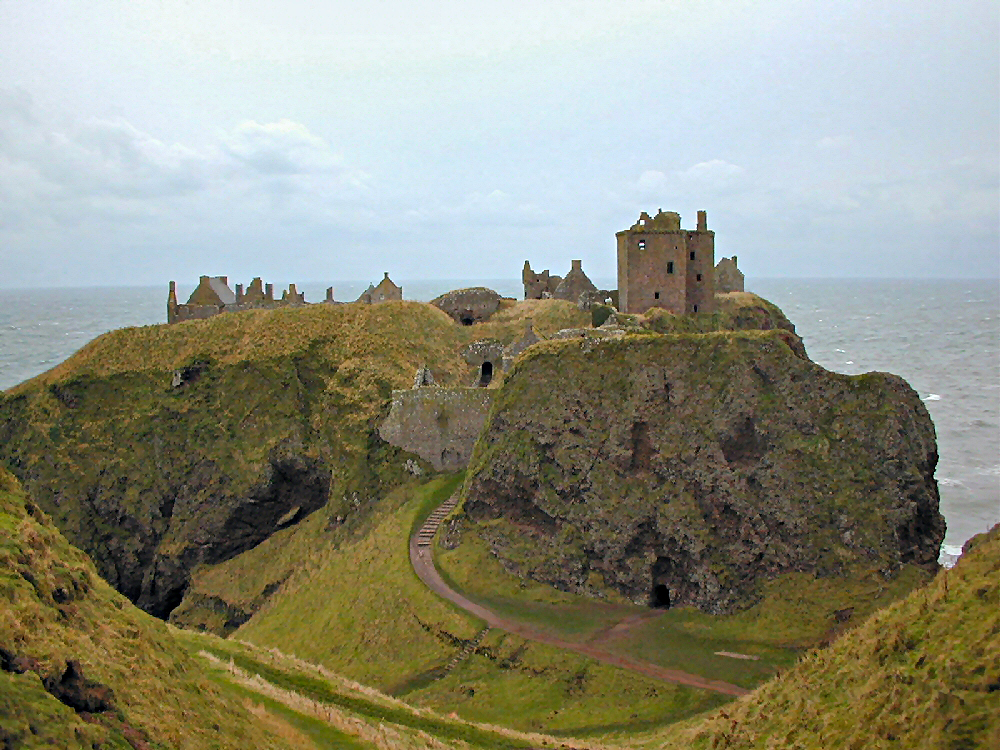

العصور الوسطى العليا في اسكتلندا تشمل الفترة بين وفاة دومنال الثاني في عام 900 ووفاة الملك ألكسندر الثالث في عام 1286، والتي كانت سببًا غير مباشر لحروب الاستقلال الاسكتلندية.
في نهاية القرن التاسع، احتلت الممالك المتنافسة المختلفة أراضي اسكتلندا الحديثة. كان التأثير الإسكندنافي طاغيًا في الجزر الشمالية والغربية، والثقافة البريتونية في الجنوب الغربي، أو المملكة الأنجلوسكسونية أو مملكة نورثمبريا الإنجليزية في الجنوب الشرقي، ومملكة ألبا البكتية والغيلية في الشرق، شمال نهر فورث. في القرنين العاشر والحادي عشر، هيمنت الثقافة الغيلية على شمال بريطانيا العظمى بشكل متزايد، ومن قِبل مملكة ألبا الغيلية، والمعروفة باللاتينية باسم ألبانيا أو سكوتيا، وبالإنجليزية باسم «اسكتلندا». من قاعدتها في الشرق، تمكنت هذه المملكة من السيطرة على الأراضي الواقعة في الجنوب، وأخيرًا في الغرب والشمال. كانت لديها ثقافة مزدهرة، مشكّلةً جزءًا من العالم الأكبر الناطق باللغة الغيلية واقتصادًا تهيمن عليه الزراعة والتجارة.
بعد حكم الملك ديفيد الأول في القرن الثاني عشر، وُصف الملوك الاسكتلنديون بأنهم اسكتلنديون-نورمانديون أكثر من وصفهم بالغيليين، مفضلين الثقافة الفرنسية على الثقافة الاسكتلندية الأصلية. كانت النتيجة انتشار المؤسسات والقيم الاجتماعية الفرنسية بما فيها القانون الكنسي. ظهرت البلدات الأولى، التي تُسمى بورغس، في نفس الحقبة، ومع انتشارها، ظهرت أيضًا اللغة الإنجليزية الوسطى. عُوضت هذه التطورات عن طريق الاستحواذ على غرب النرويج الغيلي وتغييل العديد من العائلات النبيلة ذات الأصل الفرنسي والأنجلوفرنسي. عُزز التماسك الوطني مع إنشاء مختلف الممارسات الدينية والثقافية الفريدة. بحلول نهاية الفترة، شهدت اسكتلندا إحياء اللغة الغيلية، ما خلق هوية وطنية اسكتلندية متكاملة. بحلول عام 1286، كانت هذه التطورات الاقتصادية، والمؤسسية، والثقافية، والدينية، والقانونية، قد جعلت اسكتلندا أقرب إلى جيرانها في إنجلترا والقارة، رغم أن الغرباء واصلوا النظر إلى اسكتلندا على أنها مكان إقليمي، بل وحشي. بحلول هذا التاريخ، كان لمملكة اسكتلندا حدود سياسية تماثل حدود البلاد الحديثة.

## التأريخ
تعد اسكتلندا في العصور الوسطى العليا موضوعًا مدروسًا بشكل جيد نسبيًا، إذ أنتج علماء العصور الوسطى في اسكتلندا مجموعة واسعة من المنشورات. اهتم البعض، مثل ديفيد دومفيل، وتوماس أوين كلانسي، ودافيت برون، في المقام الأول بالثقافات الأصلية للبلد، وغالبًا ما كان لديهم تدريب لغوي في اللغات الكلتية. اهتم المختصون بالنورمانديين، مثل ج. دبليو. س. بارو، بالثقافتين النورماندية والاسكتلندية النورماندية التي دخلت على اسكتلندا بعد القرن الحادي عشر. يميل المؤرخون خلال الجزء الأكبر من القرن العشرين إلى التركيز على التغيير الثقافي الذي حدث في اسكتلندا خلال هذا الوقت. ومع ذلك، يجادل علماء مثل سينثيا نيفيل وريتشارد أورام، مع عدم تجاهل التغييرات الثقافية، بأن الاستمرارية مع الماضي الغيلي كانت بنفس الأهمية، إن لم تكن أكثر من ذلك.
منذ نشرت باربرا كراوفورد كتاب الاسكتلندية الإسكندنافية في عام 1987، كان هناك حجم متزايد من العمل المكرس لفهم نفوذ الشمال في هذه الفترة. ومع ذلك، منذ عام 849 حين أُزيلت آثار كولومبا من أيونا في مواجهة توغلات الفايكنغ، لم تختفِ الأدلة المكتوبة من المصادر المحلية في المناطق الخاضعة للإسكندنافيين لمدة ثلاثمئة عام. تُعد مصادر المعلومات حول الهبريدس ومعظم مناطق شمال اسكتلندا في الفترة منذ القرن الثامن وحتى القرن الحادي عشر تقريبًا أيرلندية أو إنجليزية أو نرويجية. كانت النصوص الرئيسية في النرويج مكتوبة في أوائل القرن الثالث عشر وينبغي التعامل معها بحذر. تُعد المصادر الإنجليزية والأيرلندية أكثر حداثةً، لكن بحسب المؤرخ أليكس وولف، ربما أدى إلى تحيز الجنوب في القصة، خاصة أن الكثير من أرخبيل هبريد أصبح ناطقًا باللغة النرويجية خلال هذه الفترة.
هناك تأريخ كبير للعشائر التقليدية التي يعود تاريخها إلى القرن التاسع عشر مثل عشيرة دونالد الضخمة، ومجموعة كبيرة من المواد من التقاليد الغيلية الشفهية التي تتعلق بهذه الفترة، رغم أن قيمتها مشكوك فيها.

## أصول مملكة ألبا
احتلت دولٌ مختلفة اسكتلندا في ختام القرن التاسع. توحد البكتيون ومملكة ألبا الغيلية في الشرق. ظهرت مملكة الجزر المتأثرة بالإسكندنافيين في الغرب. كان رانغنال وا إيمير شخصيةً رئيسية في هذا الوقت رغم أن المدى الذي حكم فيه الأراضي في غرب اسكتلندا وشمالها، بما في ذلك هربيدس والجزر الشمالية، غير معروف لأن المصادر المعاصرة لم تتكلم بشأن هذا الأمر. نهب أوي إيمير دومبارتون، وهي عاصمة مملكة ستراثكلايد، في عام 870. كان من الواضح أنه هجوم كبير، ربما جعل كل أراضي اسكتلندا الرئيسية تحت سيطرة أوي إيمير المؤقتة. ضمت مملكة بيرنيسيا/نورثامبريا الإنجليزية الجنوبَ الشرقي في القرن السابع. كانت غالاوي في الجنوب الغربي لوردية مع بعض الصفات الملكية. في ميثاقٍ غيليٍّ يعود إلى عهد فيرغوس، نصب الحاكم الغيلي نفسه ريكس غالويتينسيوم، أي ملك غالاوي. في الشمال الشرقي، لم يُطلق على حاكم موراي لقب «ملك» فقط في كل من المصادر الإسكندنافية والأيرلندية، بل أيضًا في وقت سابق «ميل سونتشتاي»، أي ملك ألبا.
ومع ذلك، عندما توفي دومنال ماك كوزانتين في دونوتار في عام 900، كان أول رجل يسجل باسم ري ألبان، وكانت مملكته هي النواة التي ستتوسع مع تلاشي تأثيرات الفايكنغ والتأثيرات الأخرى. في القرن العاشر، بدأت النخبة الألبية بتطوير أسطورة الفتح لتفسير تأثرهم المتزايد بالثقافة الغيلية على حساب الثقافة البكتية. تصف هذه الأسطورة، المعروفة باسم خيانة ماكالبين، كيف أباد سينيد ماك إيبلين البكتيين في عملية استحواذ واحدة. ومع ذلك، بدأ المؤرخون المعاصرون برفض هذا التصور للأصول الاسكتلندية. لا توجد مصادر معاصرة تذكر هذا الغزو. علاوةً على ذلك، كان التأثير الغيلي في بيكتلاند عمليةً طويلة سبقت سينيد، ويتجلى ذلك في حكام البكتيين الناطقين باللغة الغيلية، والرعاية الملكية البكتية للشعراء الغيليين، والنقوش الغيلية، وأسماء الأماكن. فد يكون من الممكن تفسير تغيير الهوية عن طريق اندثار اللغة البكتية، ولكن قد يكون مهمًا أيضًا كتابُ الكنيسة «البكتية» المزعوم لكانتانت الثاني والصدمة الناجمة عن غزوات الفايكنغ، التي شُعر بها بقوة أكبر في قلب مملكة بيكتوري في فورتريو.